# Regions del Níger

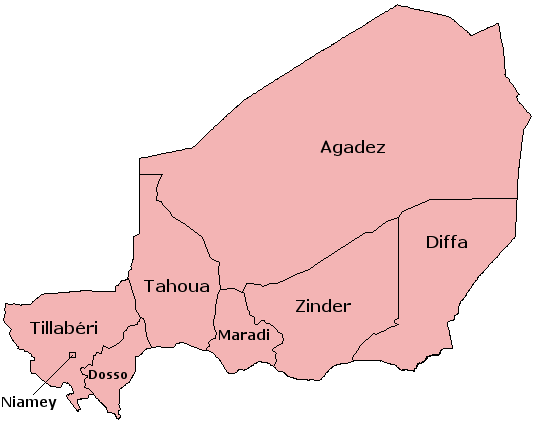
Regions del Níger

El Níger està dividit en 7 regions (en francès, régions). Cada regió té el nom de la seva capital.
- Agadez
- Diffa
- Dosso
- Maradi
- Tahoua
- Tillabéri
- Zinder

A més a més, la capital Niamey és una comunitat urbana.
Abans del 2000, les regions eren anomenades departaments, nom que ha passat a denominar les subdivisions de les regions.